# حزازيات طاكاكية
الحزازيات الطاكاكية (الاسم العلمي: Takakiopsida) هي نوع من الطحالب ينتمي إلى فصيلة الحزازية. موطنها غرب أمريكا الشمالية ووسط وشرق آسيا . 